# Lilija Maraviglia
Lilija Maraviglia (bulg. Лилия Маравиля) (ur. 18 stycznia 1969 w Warnie) – bułgarska aktorka filmowa i teatralna.

## Życiorys
Urodziła się w Warnie. W 1993 roku ukończył Narodową Akademię Sztuki Teatralnej i Filmowej imienia Krystjo Sarafowa w Sofii. Występowała w Teatrze Młodzieży Nikołaja Binewa, Teatrze Nowym Syłza i Smjach, Teatrze Armii Bułgarskiej, Teatrze Satyrycznym Aleka Konstantinowa. Od 1996 roku wciąż gra w Teatrze Sofijskim. Pierwszą rolę filmową zagrała w 1991 roku w filmie Indijanski igri. Jest zamężna z włoskim konsultantem bankowym, Luką Maraviglią, ma jedną córkę, Paolę.

## Filmografia

### Kino
| Rok  | Tytuł                      | Rola          |
| ---- | -------------------------- | ------------- |
| 1991 | Indijanski igri            | niema         |
| 1994 | Gori, gori, ogyncze        |               |
| 2002 | Kamera-Zawesa              |               |
| 2006 | Magna Aura–izgubenjat grad | Elena         |
| 2006 | Pytjat kym wyrcha          |               |
| 2011 | Love.net                   | Miła Bogatewa |

### Telewizja
| Rok  | Tytuł          | Rola            |
| ---- | -------------- | --------------- |
| 2010 | Styklen dom    | Marija Kasabowa |
| 2011 | Pod prikritije | Margarita       |